# Metal Warriors
Metal Warriors är ett - plattform-actionspel från 1995, utvecklat av Lucasarts och utgivet av Konami.

## Handling
Spelet utspelar sig år 2102 och jorden hotas av Dark Axis ledda av Venkar Amon. Hoppet står till Metal Warriors.

### Fotnoter
1. ↑   Metal Warriors Release Information for Super Nintendo, Gamefaqs, arkiverad från ursprungsadressen  den 3 maj 2014, https://web.archive.org/web/20140503192758/http://www.gamefaqs.com/snes/563216-metal-warriors/data, läst 3 maj 2014